# Bourg-de-Sirod
 (août 2010).
Si vous disposez d'ouvrages ou d'articles de référence ou si vous connaissez des sites web de qualité traitant du thème abordé ici, merci de compléter l'article en donnant les références utiles à sa vérifiabilité et en les liant à la section « Notes et références ».
Bourg-de-Sirod est une commune française située dans le département du Jura, la région culturelle et historique de Franche-Comté et la région administrative Bourgogne-Franche-Comté. 
Elle fait partie de la communauté de communes Champagnole Nozeroy Jura.

## Géographie

### Climat
Pour des articles plus généraux, voir Climat de la Bourgogne-Franche-Comté et Climat du département du Jura.
En 2010, le climat de la commune est de type climat de montagne, selon une étude du Centre national de la recherche scientifique s'appuyant sur une série de données couvrant la période 1971-2000. En 2020, Météo-France publie une typologie des climats de la France métropolitaine dans laquelle la commune est dans une zone de transition entre le climat semi-continental et le climat de montagne et est dans la région climatique  Jura, caractérisée par une forte pluviométrie en toutes saisons (1 000 à 1 500 mm/an), des hivers rigoureux et un ensoleillement médiocre. 
Pour la période 1971-2000, la température annuelle moyenne est de 9 °C, avec une amplitude thermique annuelle de 17,2 °C. Le cumul annuel moyen de précipitations est de 1 621 mm, avec 14,2 jours de précipitations en janvier et 10,2 jours en juillet. Pour la période 1991-2020, la température moyenne annuelle observée sur la station météorologique de Météo-France la plus proche, « Champagnole », sur la commune de Champagnole à 4 km à vol d'oiseau, est de 9,4 °C et le cumul annuel moyen de précipitations est de 1 573,2 mm. 
La température maximale relevée sur cette station est de 37,5 °C, atteinte le 24 juillet 2019 ; la température minimale est de −23,5 °C, atteinte le 24 décembre 2001,,. 
Les paramètres climatiques de la commune ont été estimés pour le milieu du siècle (2041-2070) selon différents scénarios d'émission de gaz à effet de serre à partir des nouvelles projections climatiques de référence DRIAS-2020. Ils sont consultables sur un site dédié publié par Météo-France en novembre 2022.

## Urbanisme

### Typologie
Au 1er janvier 2024, Bourg-de-Sirod est catégorisée commune rurale à habitat dispersé, selon la nouvelle grille communale de densité à sept niveaux définie par l'Insee en 2022.
Elle est située hors unité urbaine. Par ailleurs la commune fait partie de l'aire d'attraction de Champagnole, dont elle est une commune de la couronne,. Cette aire, qui regroupe 43 communes, est catégorisée dans les aires de moins de 50 000 habitants,.

### Occupation des sols
L'occupation des sols de la commune, telle qu'elle ressort de la base de données européenne d’occupation biophysique des sols Corine Land Cover (CLC), est marquée par l'importance des forêts et milieux semi-naturels (68,9 % en 2018), en augmentation par rapport à 1990 (65,7 %). La répartition détaillée en 2018 est la suivante : 
forêts (68,9 %), prairies (31 %), zones agricoles hétérogènes (0,1 %). L'évolution de l’occupation des sols de la commune et de ses infrastructures peut être observée sur les différentes représentations cartographiques du territoire : la carte de Cassini (XVIIIe siècle), la carte d'état-major (1820-1866) et les cartes ou photos aériennes de l'IGN pour la période actuelle (1950 à aujourd'hui).

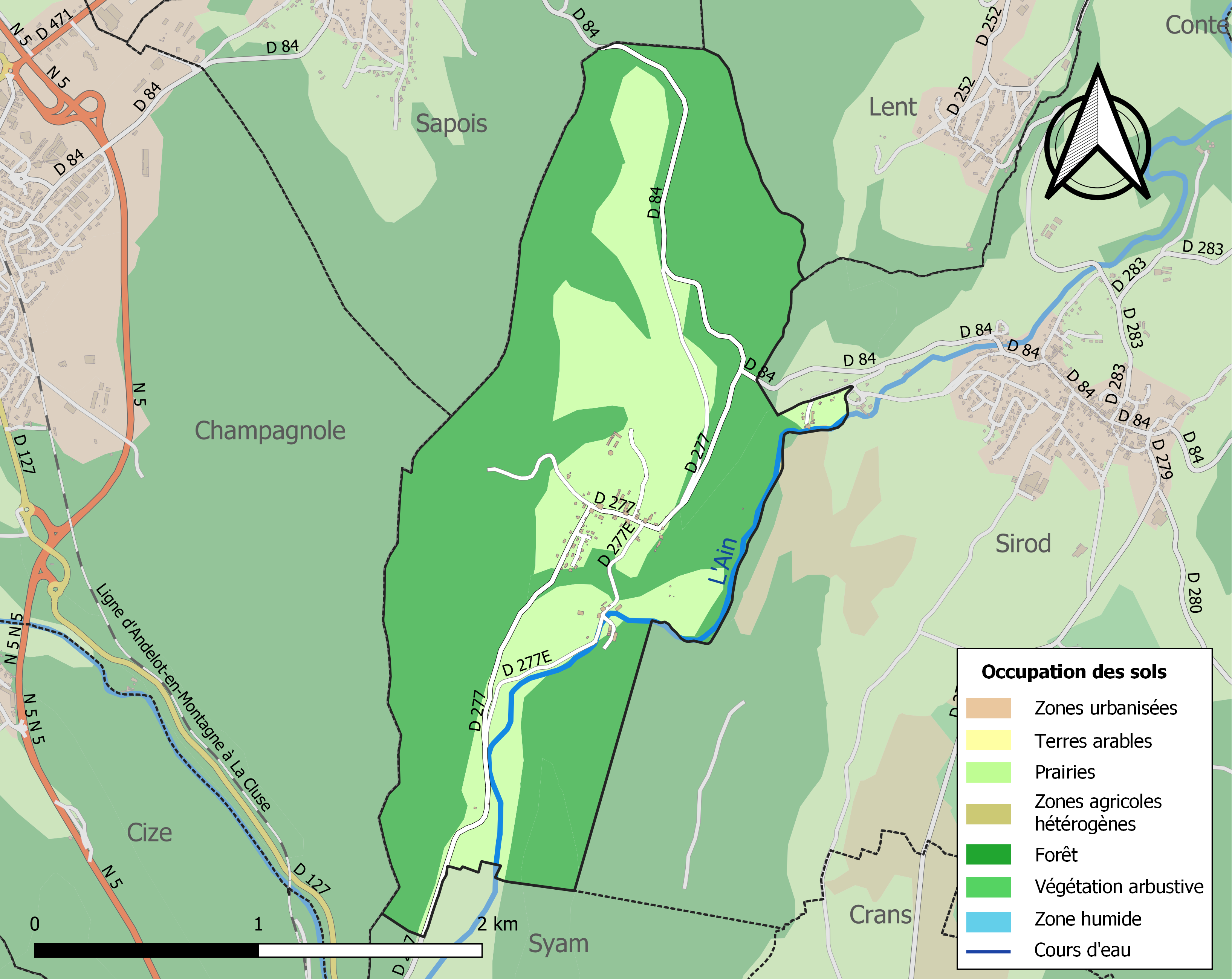
Carte des infrastructures et de l'occupation des sols de la commune en 2018 (CLC).

## Histoire
Un temple gallo-romain, en relation avec la rivière de l'Ain toute proche, aurait précédé la forteresse médiévale, le château de Châteauvillain. Ses vestiges sont encore visibles. Il fut bâti aux alentours de 1186 par les seigneurs de Commercy, alors possesseurs de la seigneurie de Mont-Rivel.
Ruinée vers 1479 par les troupes de Louis XI, la forteresse fut relevée par la famille de Watteville, et adaptée aux armes à feu comme en témoigne encore, de nos jours, les bouches à feu de la première et de la seconde enceinte.
Il fut assiégé et pris par les troupes d’Henri IV en 1595, puis par les troupes suédoises en 1639 durant la guerre de Dix Ans, et ce, après un long siège. Les troupes comtoises commandées par le baron d'Arnans (seigneur de Virechâtel) le reprirent peu de temps après.

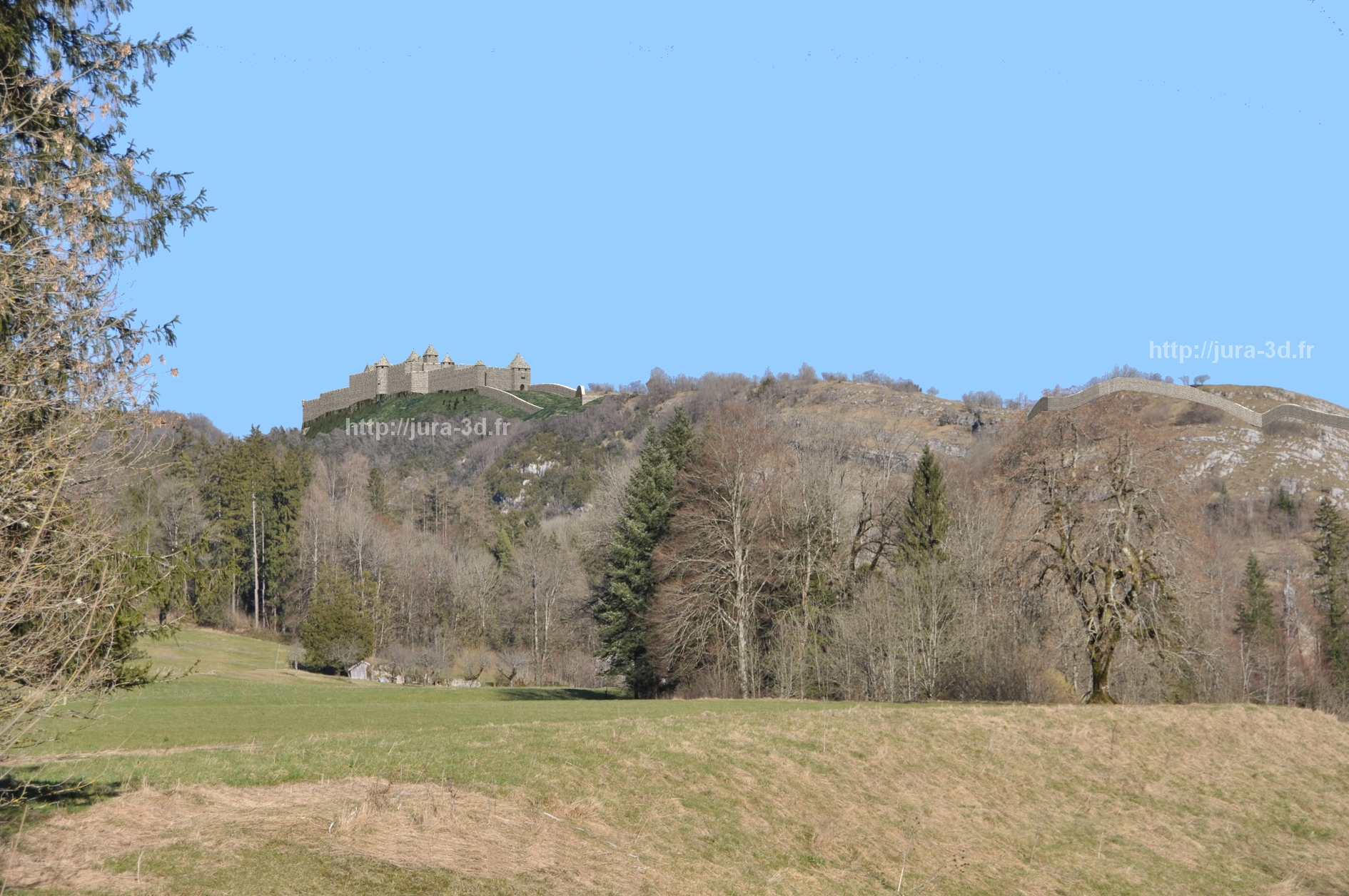
Vue d'ensemble du sud-ouest. État de Château Villain restitué au XIVe siècle.

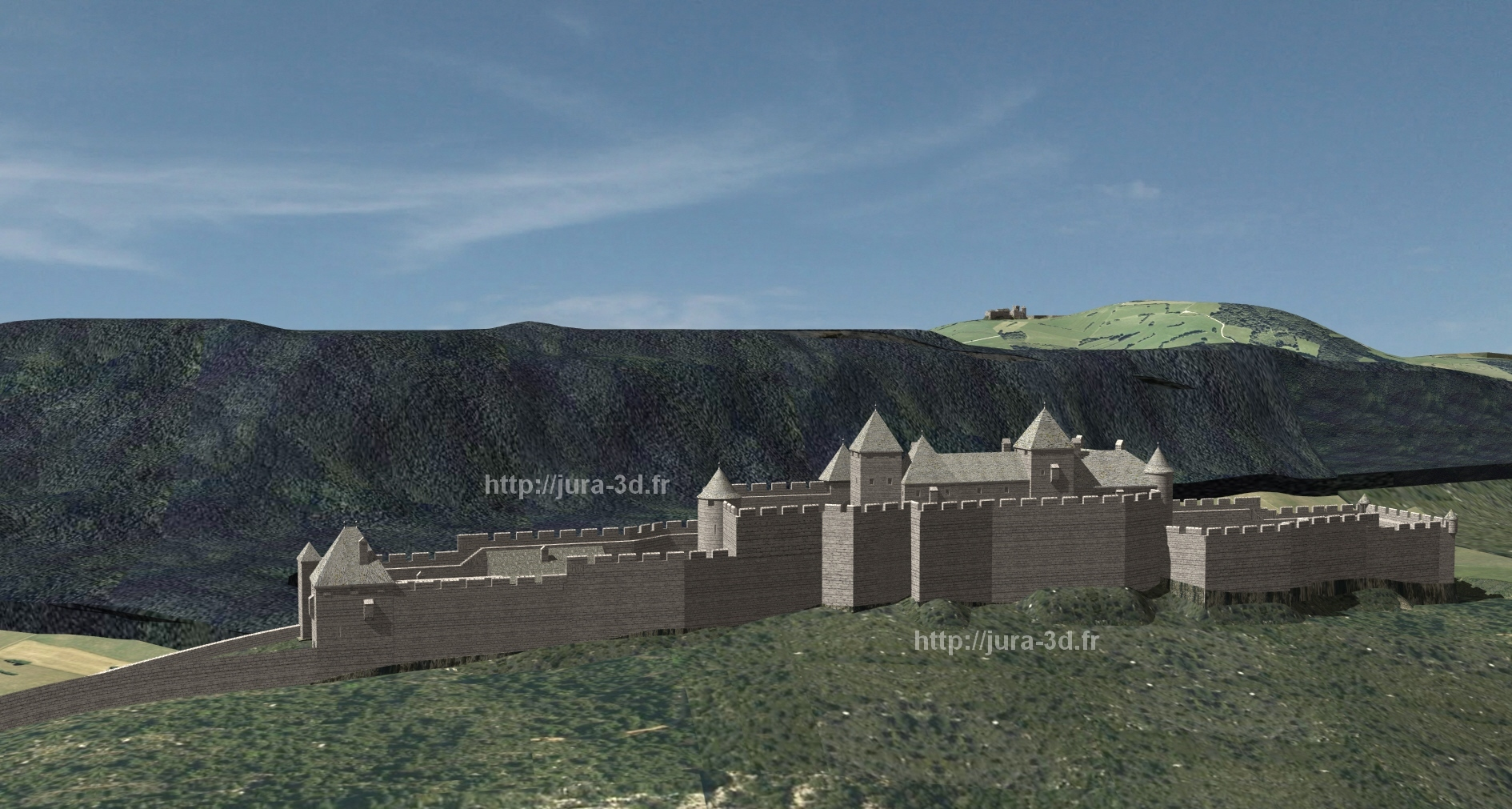
Château Villain vu de l'est. État restitué au XIVe siècle. Au fond à droite : Mont Rivel et son château.

Cette forteresse, épargnée par Louis XIV, et déjà en fort mauvais état, servit de carrière entre 1808 et 1810 afin de réparer les forges de Bourg-de-Sirod, ravagées par un incendie. On y distingue de nos jours une double enceinte flanquée, une citerne très vaste et profonde, une première poterne orientée sud-ouest et une seconde donnant vers le nord, entre autres. À noter les restes de la partie basse d'une archère à étrier, au niveau de la tour semi-circulaire orientée vers le sud. D’après des découvertes effectuées dernièrement, il est fort probable que cette position ait été occupée au cours de l’âge du bronze final ainsi qu’à l’époque romaine (Ier au IIIe siècle).
La commune était desservie au début du XXe siècle par les Chemins de fer vicinaux du Jura.

### Héraldique
|  | Les armes de la commune (?) (référence svp) se blasonnent ainsi : De gueules à l'aigle d'argent. |

## Politique et administration
| Période   | Période   | Identité             | Étiquette | Qualité |
| --------- | --------- | -------------------- | --------- | ------- |
| mars 2001 | mars 2008 | Jean-Claude Lemoigne |           |         |
| mars 2008 | 2020      | Philippe Breuil      | DVD       | Cadre   |
| 2020      | En cours  | Christophe Toniutti  |           |         |

## Démographie
L'évolution du nombre d'habitants est connue à travers les recensements de la population effectués dans la commune depuis 1793. Pour les communes de moins de 10 000 habitants, une enquête de recensement portant sur toute la population est réalisée tous les cinq ans, les populations de référence des années intermédiaires étant quant à elles estimées par interpolation ou extrapolation. Pour la commune, le premier recensement exhaustif entrant dans le cadre du nouveau dispositif a été réalisé en 2008.

En 2022, la commune comptait 89 habitants, en évolution de −2,2 % par rapport à 2016 (Jura : −0,81 %, France hors Mayotte : +2,11 %).
| 1793 | 1800 | 1806 | 1821 | 1831 | 1836 | 1841 | 1846 | 1851 |
| ---- | ---- | ---- | ---- | ---- | ---- | ---- | ---- | ---- |
| 200  | 213  | 248  | 202  | 259  | 275  | 271  | 280  | 246  |

| 1856 | 1861 | 1866 | 1872 | 1876 | 1881 | 1886 | 1891 | 1896 |
| ---- | ---- | ---- | ---- | ---- | ---- | ---- | ---- | ---- |
| 300  | 257  | 256  | 289  | 292  | 281  | 258  | 298  | 277  |

| 1901 | 1906 | 1911 | 1921 | 1926 | 1931 | 1936 | 1946 | 1954 |
| ---- | ---- | ---- | ---- | ---- | ---- | ---- | ---- | ---- |
| 264  | 261  | 272  | 191  | 105  | 92   | 99   | 107  | 100  |

| 1962 | 1968 | 1975 | 1982 | 1990 | 1999 | 2006 | 2008 | 2013 |
| ---- | ---- | ---- | ---- | ---- | ---- | ---- | ---- | ---- |
| 104  | 83   | 81   | 68   | 63   | 86   | 96   | 99   | 89   |

| 2018 | 2022 | - | - | - | - | - | - | - |
| ---- | ---- | - | - | - | - | - | - | - |
| 96   | 89   | - | - | - | - | - | - | - |

## Culture locale et patrimoine

### Lieux et monuments
- Ruines du village et de la forteresse de Châteauvilain ;
- Demeure de maître de forges (XVIIIe – XIXe siècles), rue des Forges, inscrite au titre des monuments historiques depuis 2011[18] ;
- Forges de Châteauvilain (XVIIIe – XIXe siècles), aujourd'hui centrale hydroélectrique, au lieu-dit les Forges, inscrites à l'IGPC depuis 1994[19] ;
- Scierie Jacques (XIXe siècle), aujourd'hui centrale hydroélectrique, rue des Chauffaux, inscrite à l'IGPC depuis 1994[20] ;
- Chapelle de Richebourg ;
- Les pertes de l'Ain.

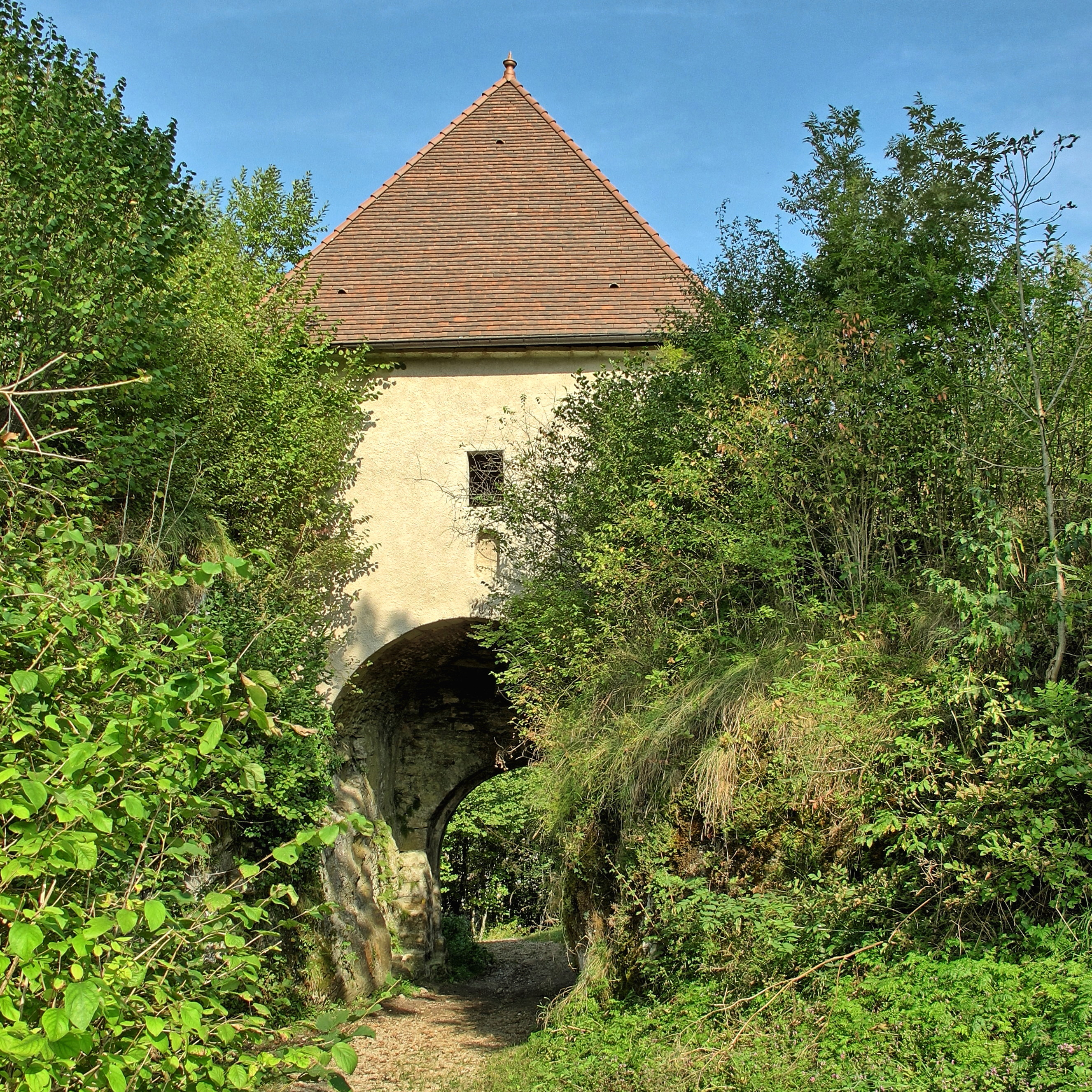
La tour-porche de Richebourg.
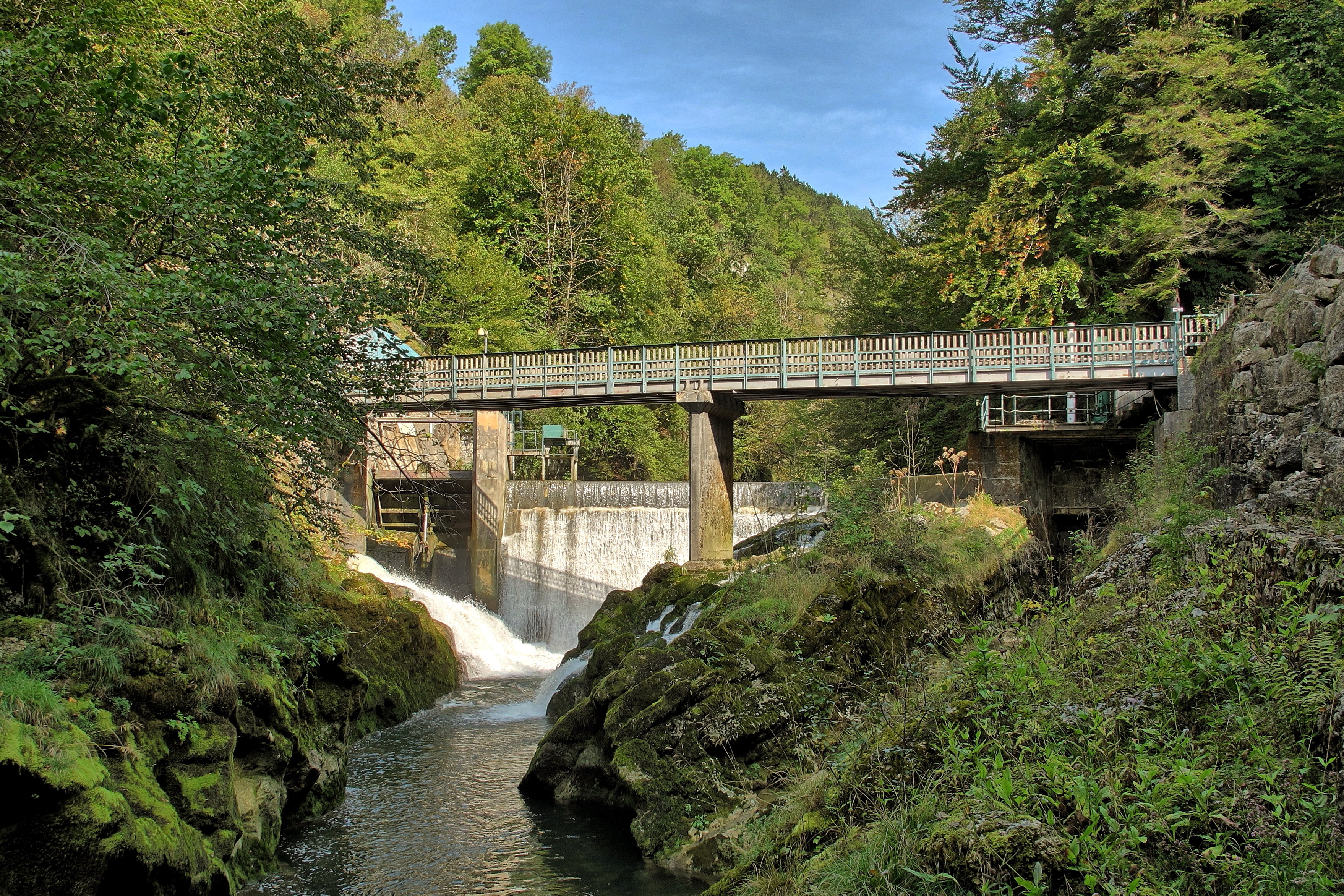
Le barrage sur l'Ain de la centrale des Forges.
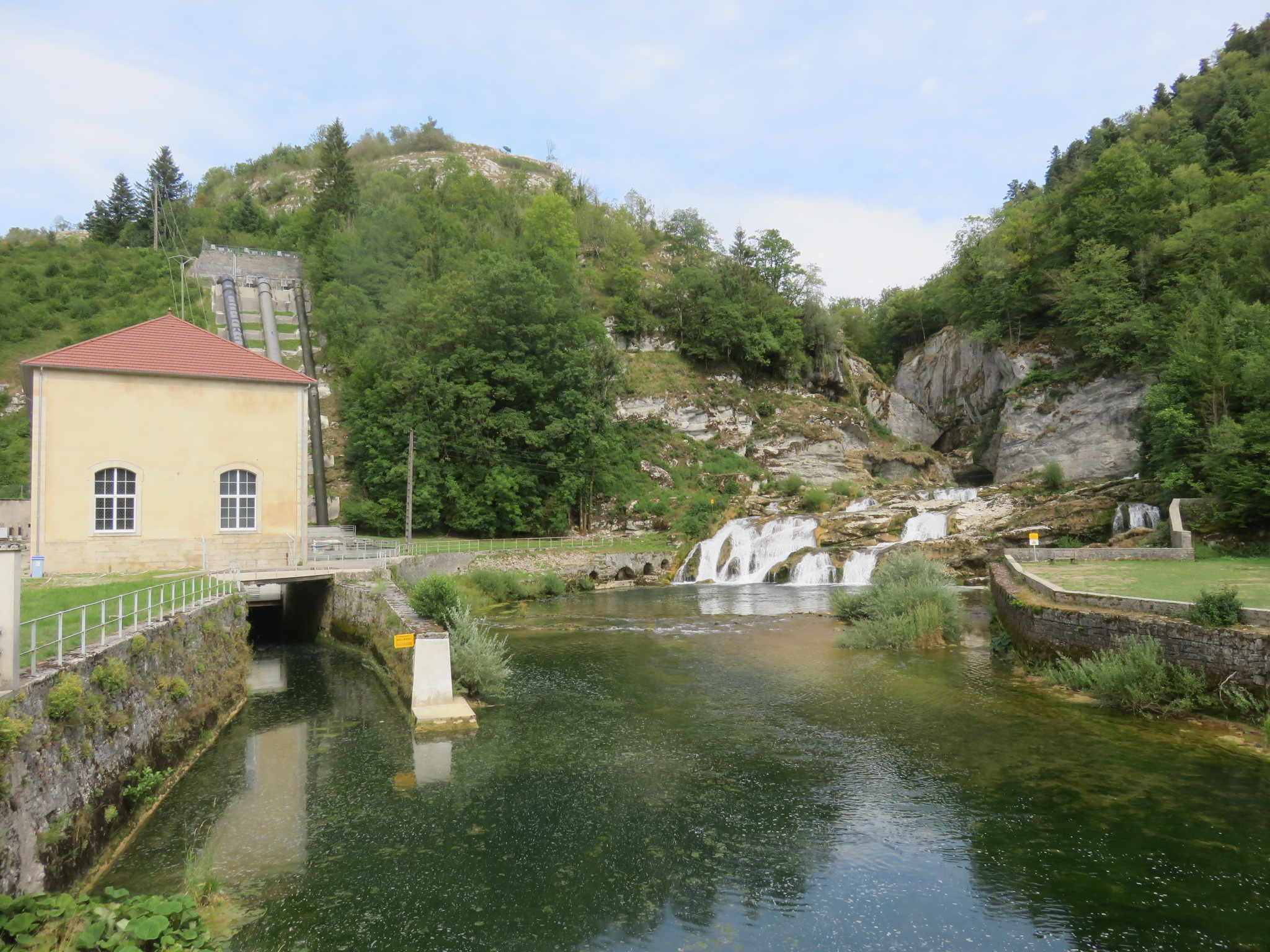
La centrale hydroélectrique et les conduites d'amenée.
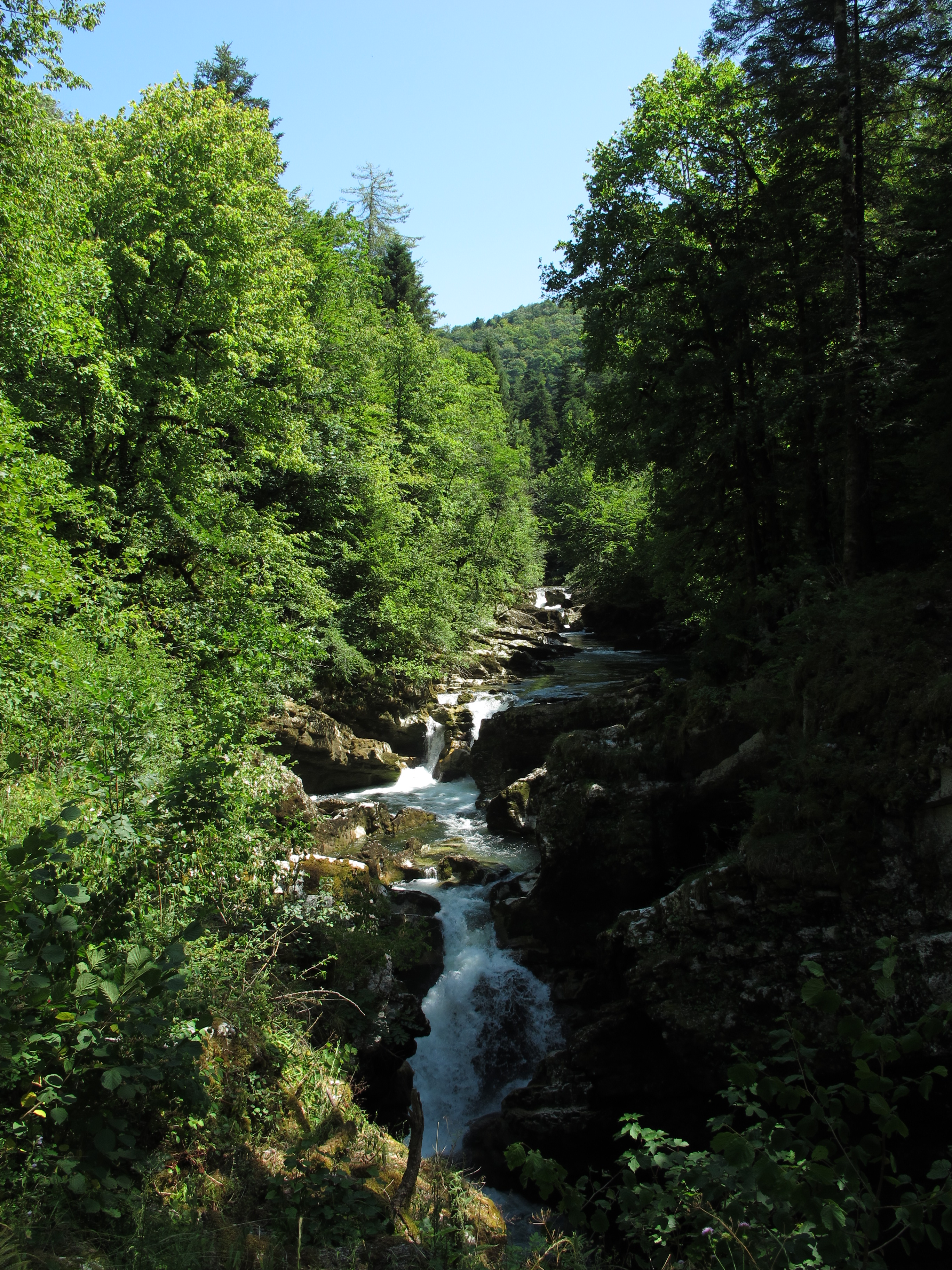
Les pertes de l'Ain.

### Personnalités liées à la commune
- Gérard de Watteville (1575-1637), chef de l'armée comtoise de 1632 à 1637, seigneur de Bourg-de-Sirod.
- Philippe-François de Bussolin (1605-1637), colonel de l'armée comtoise, fils de Gérard de Watteville.
- Jean-Charles de Watteville (1628-1699) militaire et diplomate, fils du précédent né au Château-Vilain.
- Jean Nicolas Lieffroy (1798-1859), fut propriétaire des forges de Bourg-de-Sirod en 1851. Avocat, puis Ancien Magistrat, Procureur du roi à Saint-Claude, Maître de forges à Bourg de Sirod, il fut aussi maire de la commune de 1839 à 1852.
- Charles Aimé Lieffroy (1841-1909), fils du précédent, reprit la direction des forges de Bourg-de-Sirod. Ancien conseiller général du Jura (canton de Champagnole) et administrateur de la société anonyme des Forges de Franche-Conté, il fut maire de Bourg-de-Sirod vers 1875.
- Rose Blanche Kaller (1900-1976), artiste peintre née sur la commune.